# Dorstenia tenuis
Dorstenia tenuis là một loài thực vật có hoa trong họ Moraceae. Loài này được Bonpl. ex Bureau mô tả khoa học đầu tiên năm 1873.